# Doddakowlande, Nanjangud
Doddakowlande là một làng thuộc tehsil Nanjangud, huyện Mysore, bang Karnataka, Ấn Độ.